# Główna Rada Ukraińska
Główna Rada Ukraińska (ukr. Головна українська рада Hołowna Ukrajińska Rada, HUR) – ukraińskie stowarzyszenie niepodległościowe, powstałe 1 sierpnia 1914 we Lwowie.

## Tło powstania
W czasie wojen bałkańskich zarysowała się po raz pierwszy możliwość wojny europejskiej. Dlatego też w 1912 ukraińscy działacze narodowi, radykalni i socjaldemokratyczni zwołali na 11 grudnia 1912 konferencję, która ogłosiła lojalność ukraińską wobec Austro-Węgier. Postanowiono również, że ukraińskie stowarzyszenia (takie jak np. Sicz, Sokił, Płast) zaczną tworzyć oddziały paramilitarne.
Po wybuchu I wojny światowej działacze ukraińscy związani z konferencją z 1912, działający w Ukraińskiej Partii Narodowo-Demokratycznej, Ukraińskiej Partii Radykalnej i Ukraińskiej Partii Socjal-Demokratycznej, utworzyli Główną Radę Ukraińską.

## Działalność Rady
3 sierpnia 1914 wydała ona wiernopoddańczy manifest, w którym zapewniała o swej lojalności wobec monarchii habsburskiej. Wzywano naród ukraiński, by u boku Austro-Węgier i Niemiec walczył przeciwko Rosji o wyzwolenie Ukrainy Naddnieprzańskiej oraz o oswobodzenie Ukraińców w Galicji Wschodniej spod polskiego ucisku. Po zajęciu Naddnieprza przez wojska rosyjskie działacze Rady przenieśli się do Wiednia, współpracując tam ze Związkiem Wyzwolenia Ukrainy.
Przewodniczącym Rady został Kost Łewyćkyj, a w skład Prezydium weszli Mychajło Pawłyk, Mykoła Hankewycz i Stepan Baran.
W ramach Rady powołano Ukraiński Zarząd Wojskowy (Ukrajinśka Bojewa Uprawa, UBU), który wystąpił do rządu Austro-Węgier o zgodę na utworzenie ukraińskich oddziałów zbrojnych. Zgodę uzyskano i 6 sierpnia 1914 Rada ogłosiła manifest o tworzeniu Legionu Ukraińskich Strzelców Siczowych.
We wrześniu 1914, w związku z rosyjską ofensywą w Galicji, Rada przeniosła się do Wiednia, przekształcając się 5 maja 1915 w Ogólną Radę Ukraińską.